# Adelaide Maraini-Pandiani
Adelaide Maraini-Pandiani (* 30. Juni 1836 in Mailand als Adelaide Pandiani; † 24. März 1917 in Rom; heimatberechtigt ab 1862 in Lugano) war eine italienisch-schweizerische Bildhauerin.

Adelaide Maraini-Pandiani: Erma und Pomona in Marmor, Privatbesitz, ca. 1890.

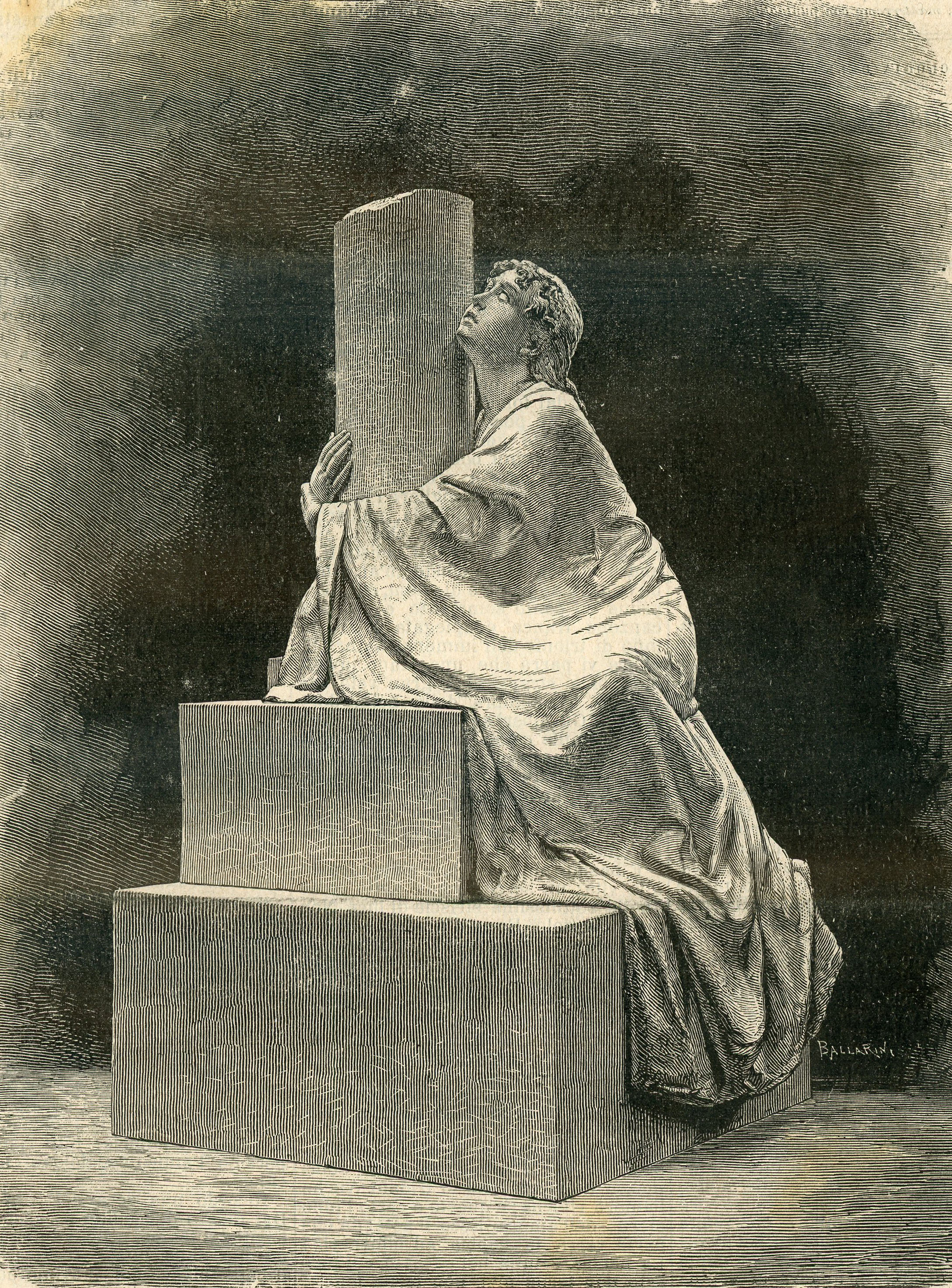
Adelaide Maraini-Pandiani: Grabmal von Adelaide Maraini-Pandiani, 1884.

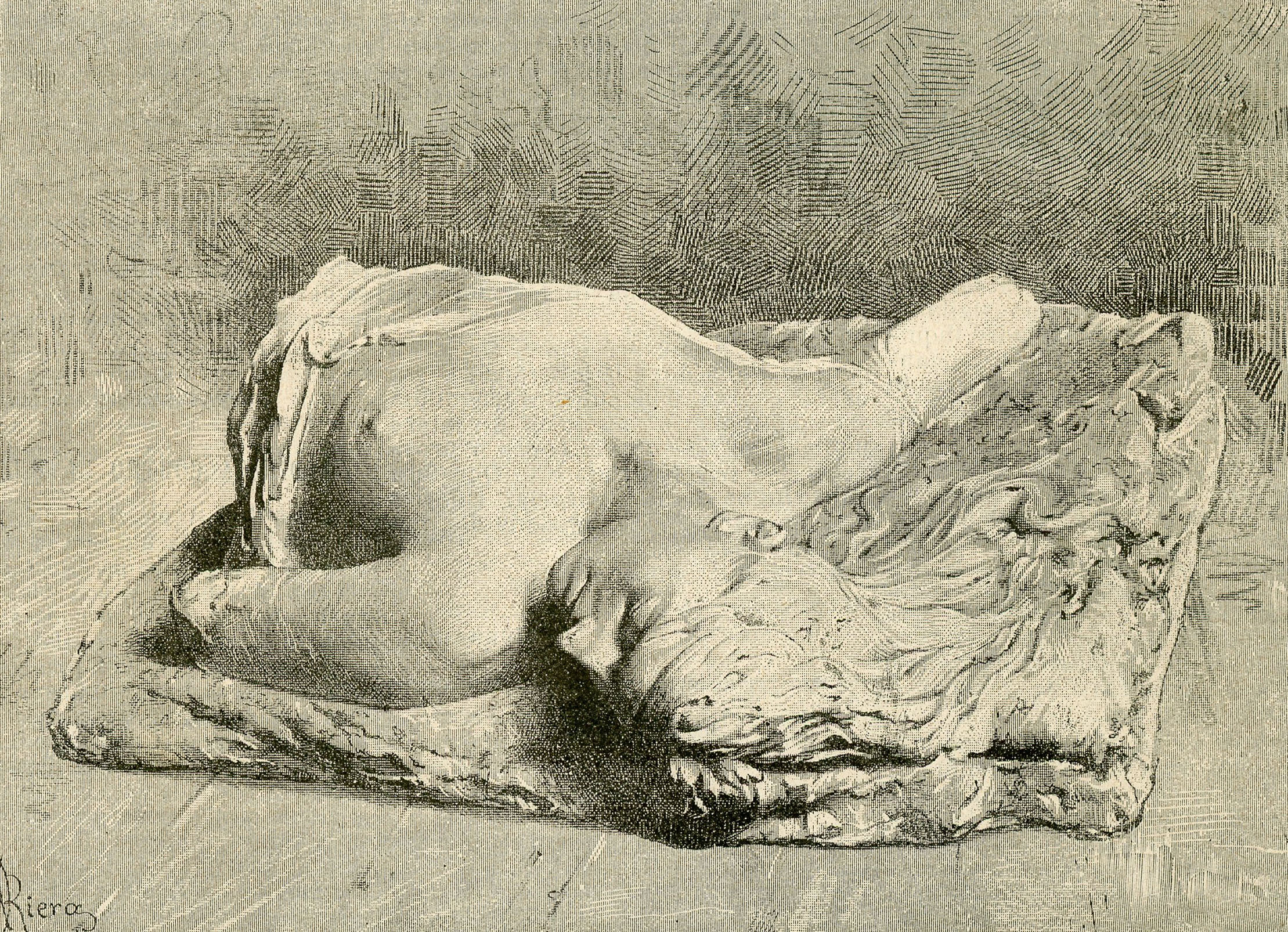
Adelaide Maraini-Pandiani: Saffo, 1884.

## Leben
Adelaide Maraini-Pandiani war eine Tochter von Giovanni Pandiani, einem Mailänder Bildhauer, und Marianna de Gasperis. Im Jahr 1862 heiratete sie Clemente Maraini.
Sie stammte aus einer Bildhauerfamilie und lernte ihr Handwerk im Atelier des Vaters und vielleicht an der Akademie von Brera in Mailand. Nach der Heirat zog sie mit ihrem Mann von Mailand nach Rom, wo sie einen der lebendigsten Kulturzirkel der Hauptstadt führte. In diesem verkehrte auch der befreundete Schriftsteller Carlo Dossi.

## Werk
Adelaide Maraini-Pandiani war eine der ersten Bildhauerinnen im Tessin und unterhielt enge Kontakte zu Lugano und der Tessiner Kulturwelt. Sie nahm an wichtigen italienischen und internationalen Kunstanlässen teil. Dort fiel sie durch elegante Modellierung akademischer Prägung auf wie durch das Werk «Te Precor», das zwischen 1880 und 1883 entstand. Sie nahm aber auch Einflüsse der Romantik und der späten Scapigliatura auf. Dafür steht ihr Werk «Saffo», entstanden zwischen 1882 und 1884.